# Toribio de Luzuriaga
Toribio de Luzuriaga y Mejía (Huaraz, virreinato del Perú, 16 de abril de 1782 - Pergamino, Argentina, 1 de mayo de 1842) fue un militar peruano-argentino, primer Gran Mariscal del Perú, que participó en la guerra de Independencia de la Argentina, de Chile, del Perú y del Ecuador. 
Hizo carrera militar en Argentina donde se incorporó al ejército como alférez de caballería, destacó durante la Defensa de Montevideo y de Buenos Aires de los ataques de los ingleses en 1807, cuando fue promovido a Capitán. Secundó la Revolución de Mayo de 1810 y, en calidad de comandante, participó de la victoria en la batalla de Suipacha. Posteriormente fue uno de los jefes militares de la expedición emancipadora hacia el Alto Perú bajo el mando de Antonio González Balcarce y Juan José Castelli, siendo suyo el mérito de la victoria patriota en el enfrentamiento de Yuraicoragua, el 4 de diciembre de 1811.
Luzuriaga cumplió funciones de alta responsabilidad en la naciente República Argentina. Fue el primer director de la Academia General de Oficiales instalada en San Salvador de Jujuy; luego ejerció como gobernador de la provincia de Corrientes y como jefe de Estado mayor del ejército rioplatense, comandante general de la frontera de Salta; ascendió a general en 1815.
San Martín lo incorporó a la Expedición Libertadora destinada al Perú que zarpó en agosto de 1820. Luzuriaga condujo el desembarco de las fuerzas patriotas en la Bahía de Paracas el 8 de septiembre de 1820 y estableció el cuartel general en Huaura. En noviembre de 1820, enviado por San Martín, viaja a Guayaquil junto con José de Villamil en la goleta Alcance, como comandante militar para apoyar la revolución emancipadora que triunfó allá y en donde re-organiza las defensas de la ciudad frente al contrataque realista.
En 1821 regresa al Perú y es nombrado prefecto de Huaylas, uno de los cuatro departamentos peruanos (junto con los de Trujillo, Tarma y de La Costa), efectivamente independientes. En diciembre de ese año, el Perú lo nombró Gran Mariscal (primer peruano que tuvo dicho cargo) y lo incluyó en la Orden del Sol.

## Primeros Años
Toribio de Luzuriaga nació en la ciudad de Huaraz, al norte del Perú. Fue el segundo de tres hermanos, hijos del matrimonio formado entre Manuel de Luzuriaga y Larresta, comerciante vasco natural de Tolosa, y de la dama huaracina María Mejía de Estrada y Villavicencio, hija del general del Ejército del Rey y corregidor y Justicia Mayor de la provincia de Huaylas, Francisco Mexía Maldonado, quien fuera alcalde ordinario de Huaraz y jefe de policías de la Santa Hermandad de Huaraz.
Luzuriaga concluyó su educación en Lima y se desempeñó en cargos administrativos en la sede del gobierno virreinal. Era secretario privado del marqués de Avilés, Gobernador del Callao, quien al ser promovido a gobernador de la Capitanía General de Chile, destacó a Luzuriaga a Santiago de Chile. En 1799 viaja a Buenos Aires junto con el marqués de Avilés como nuevo Virrey del Río de la Plata.  

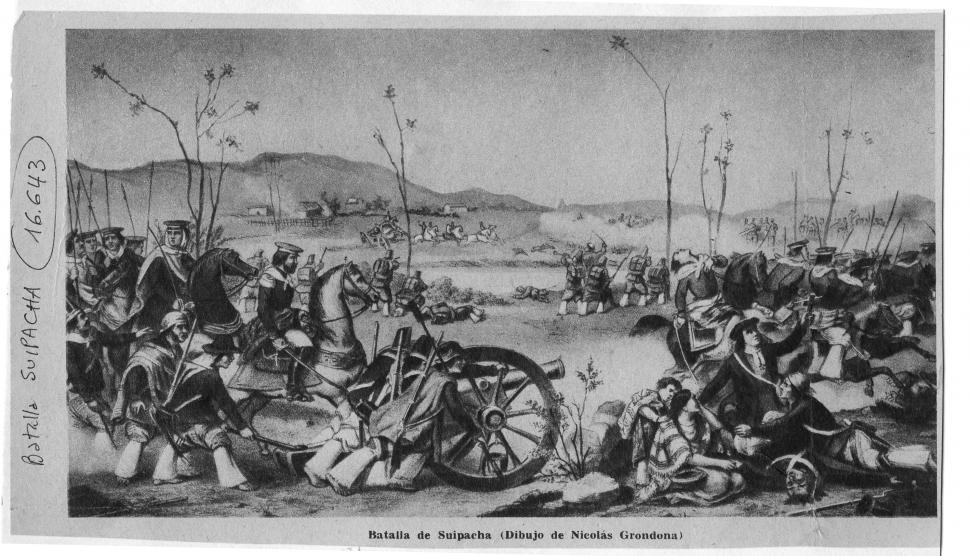
Cuadro La Batalla de Suipacha.

## Carrera militar
Inició su carrera militar en el ejército colonial, en el país del Plata, en 1801, como alférez de caballería y conformó el Regimiento de Voluntarios de Caballería de Buenos Aires. Por su desempeño durante la defensa de las misiones orientales del Uruguay Montevideo durante la guerra entre España y Portugal de 1806 fue ascendido a teniente y de Buenos Aires de los intentos de invasión de los ingleses en 1807, fue ascendido a capitán del del Regimiento de Tropas Ligeras del Río de la Plata y en 1808 como teniente coronel del Cuerpo de Voluntarios Artilleros de la Unión. Pasó luego al Regimiento de Dragones de Buenos Aires. 
Ganado a las ideas emancipadoras, se unió a la gran logia secreta de José de San Martín y Carlos María de Alvear con quienes trabó entrañable amistad para trabajar por la independencia. Secundó la Revolución de Mayo de 1810 y fue uno de los firmantes de la petición en la que se indicaba quiénes debían componer la Junta provisoria gubernamental. En agosto de 1810 se incorporó al Regimiento de Artillería Volante donde participó de la victoria en la batalla de Suipacha el 7 de noviembre de ese año. Luego fue comandandante del reciente formado Dragones Ligeros de la Patria y fue uno de los jefes militares de la expedición emancipadora hacia el Alto Perú dirigida por Antonio González Balcarce y Juan José Castelli, siendo suyo el mérito de la victoria patriota en el enfrentamiento de Yuraicoragua, el 4 de diciembre de 1811. 
Luzuriaga cumplió funciones de alta responsabilidad en la naciente República Argentina. Fue el primer director de la Academia General de Oficiales instalada en San Salvador de Jujuy en 1811; luego ejerció como gobernador de la provincia de Corrientes en 1812 con la misión de restaurar el orden alterado por la lucha de facciones. Restablecida la concordia, fue designado jefe de Estado mayor del ejército rioplatense.
En 1813 fue designado para reforzar el Ejército del Norte, comandado por el entonces coronel José de San Martín. Con el grado de coronel, tuvo la importante distinción de ser convocado por el director supremo Carlos María de Alvear para desempeñarse como Ministro de Guerra. Ocupó este cargo el 3 de abril de 1815 -poco antes de ser ascendido a general de brigada-, y lo ejerció hasta el año siguiente, bajo el gobierno del sucesor de Alvear, Ignacio Álvarez Thomas.

## El Ejército de los Andes

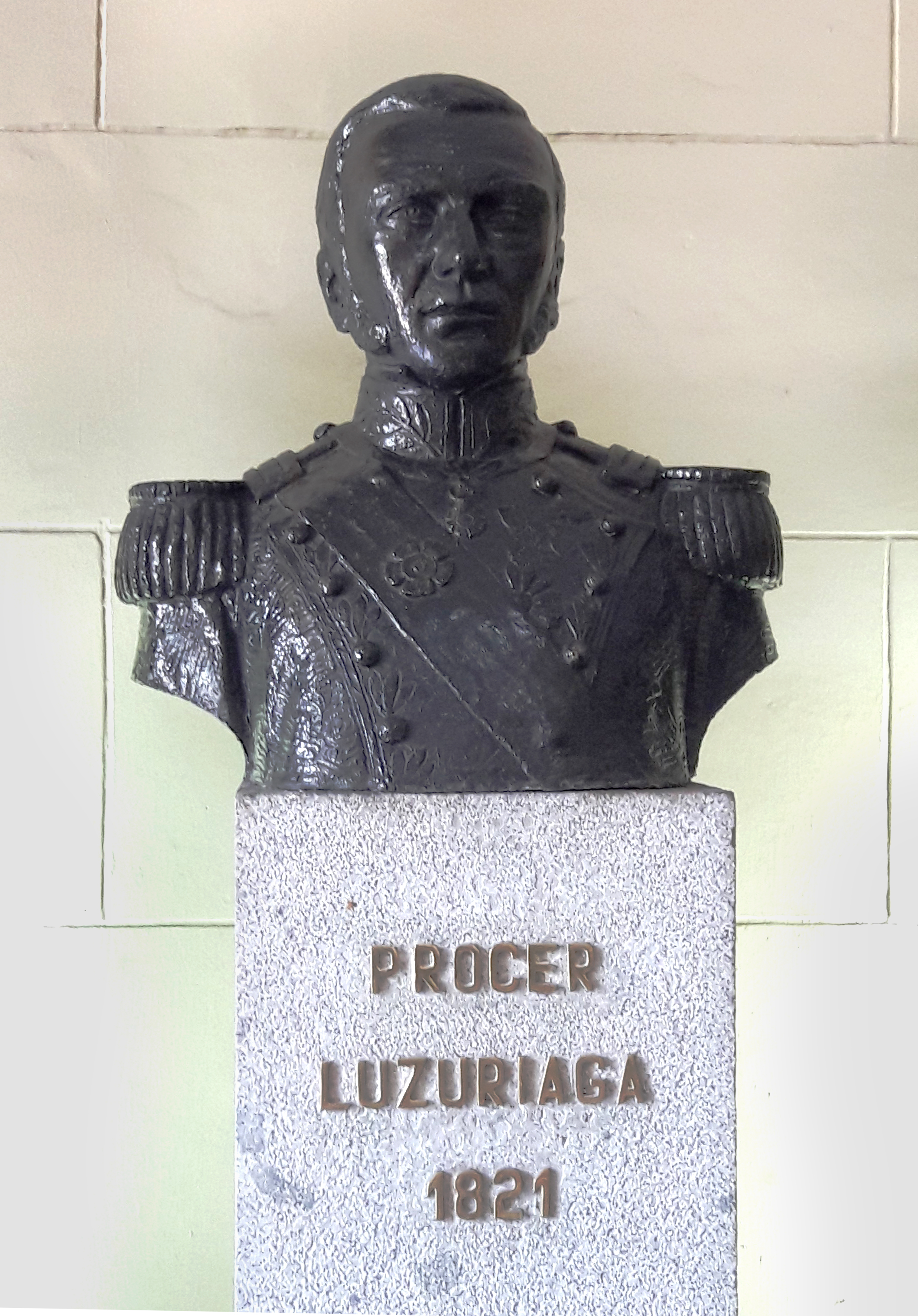
Efigie de Toribio Luzuriaga en el Panteón de los Próceres en Lima.

En agosto de 1816, libre de compromisos de gobierno, Luzuriaga ocupó el cargo de gobernador y comandante general de la Intendencia de Cuyo, con el fin de facilitar a San Martín los medios administrativos y logísticos para organizar el Ejército de los Andes. Desde Cuyo, Luzuriaga también proveyó amplio respaldo militar y económico para el paso de los Andes, manteniendo las comunicaciones y los abastecimientos durante la campaña libertadora en Chile, coadyuvando con su independencia. 
Renunció en cabildo abierto a la gobernación de Cuyo el 17 de enero de 1820 y cruza los Andes para incorporarse a la Expedición Libertadora del Perú, a luchar por la independencia de su patria que nunca olvido. El gobierno de Bernardo O'Higgins lo asimiló a las fuerzas armadas chilenas con el mismo grado que tenía en Argentina, uniéndose nuevamente con San Martín, como Jefe del Estado Mayor del Ejército Unido Libertador del Perú zarpando en agosto de ese año. Luzuriaga condujo el desembarco de las fuerzas patriotas en la Bahía de Paracas el 8 de septiembre de 1820 y, una vez establecido el cuartel general en Huaura, cumplió importantes servicios asegurando posiciones defensivas para el ejército patriota en el norte peruano. 
Desde Huara, en noviembre de 1820, junto el emisario ecuatoriano José de Villamil se embarca a Guayaquil en la goleta Alcance, enviado por San Martín como comandante militar para apoyar la revolución emancipadora que triunfó allí en octubre y en reemplazo del coronel Gregorio Escobedo. Frente a las graves derrotas de los patriotas en la Primera batalla de Huachi y en la batalla de Tanizagua, junto a Villamil organizaron la defensa de Guayaquil rearmando un batallón que cerraría el contrataque de las fuerzas realistas en Babahoyo, pero su labor fue breve por el recelo de algunos de los líderes guayaquileños que no querían un mando extranjero; y para evitar suspicacias con los locales vio por conveniente retirarse, a pesar de contar con el respaldo de la Junta de Gobierno de Guayaquil.
De regreso en el Perú, en febrero de 1821, ascendió a general de división, Luzuriaga asume la prefectura de Huaylas, su tierra y uno de los cuatro departamentos peruanos (junto con los de Trujillo, Tarma y de La Costa), efectivamente independientes. En diciembre de ese año, el Perú lo nombró Gran Mariscal -fue el primer peruano que tuvo dicho rango- y lo incluyó en la Orden del Sol.
En calidad de plenipotenciario, fue comisionado a Buenos Aires en busca de apoyo militar para el Perú durante la campaña a los puertos intermedios, pero las luchas internas de las Provincias Unidas del Río de la Plata, y el alejamiento de San Martín, lo obligaron a renunciar al servicio. Al asumir Simón Bolívar el poder en el Perú, Luzuriaga intentó reintegrarse al ejército peruano, pero el Libertador no aceptó su petición, temeroso de su reputación, le fue prohibido de retornar al Perú.

## Vida familiar y muerte
El 28 de mayo de 1816, se casó en Buenos Aires con la dama Josefa Cavenago Patró, quien era amiga de Remedios Escalada, esposa de San Martín, el matrimonio tuvo 4 hijos, de los cuales, dos llegaron a la mayoría de edad. Cuenta con descendencia directa en las provincias argentinas de Santa Fe, Córdoba y Buenos Aires.
Se estableció como ganadero en Pergamino, en el norte de la provincia de Buenos Aires, donde vivió apremiado por las deudas (llegó a vender hasta sus condecoraciones), la mala fortuna personal (padeció sequías que devastaron sus tierras) y sufrió de la ingratitud de muchos de los políticos de turno. A causa de una gran sequía que azotó la región entre 1840 y 1843, Luzuriaga, con la salud quebrantada, en relativa miseria y olvidado, el 1 de mayo de 1842 se vistió con su uniforme de Gran Mariscal del Perú y se suicidó con un tiro de pistola a los 60 años de edad.

## Reconocimientos

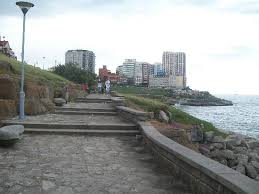
Paseo peatonal en Playa Chica, Mar del Plata

- En 1921 fue reconocido como el  mayor prócer de la Independencia peruana.El Congreso dio una disposición para levantarle un monumento.
- En 1956, el 12 de enero se crea la provincia que lleva su nombre. Capital: Piscobamba, Ancash.
- En 1971, se traza la Avenida Luzuriaga en Huaraz, la más importante de la ciudad.
- En 1999, se devela su monumento en la plaza mayor de Huaraz.
- En Casma, Huaraz y Piscobamba hay colegios nacionales bautizados con su nombre.
- Es epónimo de sendos jirones de Casma, Carás, Piscobamaba y Breña (Lima).
- El 16 de abril de 1962, el sabio ancashino, Santiago Antúnez de Mayolo, develó su busto, en el Panteón de los Próceres, (Lima).
- Goza de la nacionalidad argentina, lo mismo que sus descendientes. Su bisnieto Aníbal ha publicado la biografía del noble militar en la última década del siglo XX.
- En Mar del Plata (Argentina) un bonito paseo peatonal costero en Playa Chica lleva su nombre (Ordenanza municipal N° 4241 del 01/11/1977). Junto a ese paseo hay un busto que lo recuerda.
- Por su gran actuación , en Huaraz tiene una estatua en la plaza de armas